# Jacinto Labaila
Jacinto Labaila y González (Valencia, 1833-Valencia, 1895) fue un escritor español.

## Biografía
Nacido en Valencia el 11 de septiembre de 1833, a la edad de veintidós años fundó en dicha ciudad el periódico Silvina, para ser más tarde director del Boletín Revista del Ateneo de Valencia (1870-1871) y de La Ilustración Valenciana. También fue redactor o colaborador de La Opinión y El Diario Mercantil, ambas de Valencia, así como de publicaciones madrileñas como El Museo Universal, La América y El Bazar, entre otras.
Autor tanto de novelas como de obras poéticas y teatrales, fue presidente de Lo Rat Penat y traductor de Víctor Hugo al castellano. Falleció en su ciudad natal el 18 de febrero de 1895.

## Obras

### Poesía
- Flors del Túria (1868)
- Flors del meu hort (1882)

### Teatro
- El arte de hacerse amar (1856)
- La nave sin piloto (1861)
- ¿Me entiende usted? (1867)
- ¡Ojo al Cristo! (1886)
- Los comuneros de Cataluña (1871)

### Novela
- — (1890). La resucitada. Valencia: Imprenta de  Viuda de Amargós.

### Traducciones
- Obras completas de Victor Hugo vertidas al castellano por don Jacinto Labaila. En seis tomos. Valencia: Imprenta de Juan Cuix. 1886-1888.
- Victor Hugo (1887). Los miserables y Los trabajadores del mar. Valencia. Terraza, Aliena y Compañía.
- Cant a Teresa, traducción al valenciano de la obra homónima poética de José de Espronceda.
- El rey se divierte traducción al castellano de la obra de teatro Le roi s'amuse de Victor Hugo